# Station La Barre - Ormesson
Station La Barre - Ormesson is een spoorwegstation aan de spoorlijn Saint-Denis - Dieppe. Het ligt in de Franse gemeente Deuil-la-Barre in het departement Val-d'Oise (Île-de-France).

## Geschiedenis
Het station werd in 1891 geopend.

## Ligging
Het station ligt op kilometerpunt 10,380 van de spoorlijn Saint-Denis - Dieppe.

## Diensten
Het station wordt aangedaan door verschillende treinen van Transilien lijn H:
- Tussen Paris-Nord en Persan - Beaumont (via Ermont - Eaubonne)
- Tussen Paris-Nord en Pontoise

## Vorige en volgende stations
| Richting                                  | Vorig station     | Lijn    | Volgend station       | Richting   |
| ----------------------------------------- | ----------------- | ------- | --------------------- | ---------- |
| Persan - Beaumont (via Ermont - Eaubonne) | Enghien-les-Bains | Trans H | Épinay - Villetaneuse | Paris-Nord |
| Pontoise                                  | Enghien-les-Bains | Trans H | Épinay - Villetaneuse | Paris-Nord |